# ديلويت
ديلويت توش توهماتسو (بالإنجليزية: Deloitte Touche Tohmatsu أو Deloitte)‏ هي أكبر شركة خدمات مهنية في العالم وواحدة من الشركات الأربع الكبار في هذا المجال. يقع مقرها الرئيسي في لندن، المملكة المتحدة.
تعتبر ديلويت أكبر شركة خدمات مهنية في العالم قبل منافسيها برايس ووتر هاوس كوبرز وارنست اند يونج، وكيه بي ام جي. تقدم ديلويت خدمات المراجعة (تدقيق الحسابات) والضرائب والاستشارات المالية، ويصل عدد موظفيها إلى أكثر من 244,400 موظف على مستوى العالم. بلغت أرباح ديلويت 36.8 مليار دولار في نهاية السنة المالية 2016 متفوقة على برايس وتر هاوس التي حققت 35.9 مليار دولار.
جاءت ديلويت في المرتبة رقم واحد من حيث الحصة السوقية في مجال الاستشارات من قبل مؤسسة جارتنر وفي سنة 2016، اعتبرت مجلة فورتشن ديلويت واحدة من أفضل 100 شركة للعمل في العالم.

## التاريخ

### التاريخ المبكر
في عام 1845، ويليام ويلش ديلويت [الإنجليزية] مكتبًا في لندن، المملكة المتَّحدة. كان ديلويت أول شخص يتم تعيّينه مُراجع حسابات مستقل لشركة عامة، وهي شركة غريت ويسترن للسكك الحديدية. ثم فتح مكتبًا في نيويورك عام 1880.
في عام 1890، افتتحت شركة ديلويت مكتبًا فرعيًا في وول ستريت برئاسة إدوارد آدامز وبي.دي.غريفيث كمدراء فرع. كان هذا أول مشروع خارجي لشركة ديلويت. وسرعان ما تم افتتاح فروع أخرى في شيكاغو وبوينس آيرس. في عام 1898 م. عاد غريفيث من نيويورك وأصبح شريكًا في مكتب لندن.
في عام 1896، أسس تشارلز والدو هاسكينز وإيليا وات سيلز شركة هاسكينز وسيلز في نيويورك. وقد وصفت لاحقًا بأنها «أول شركة تدقيق كبرى يتم تأسيسها في البلاد من قبل محاسبين أمريكيين وليس محاسبين بريطانيين».
في عام 1898، أنشأ جورج توش مكتبًا في لندن، ثم في عام 1900، انضم إلى جون بالانتين نيفن في تأسيس شركة توش نيفن في مبنى جونستون في 30 شارع برود في نيويورك. 
في 1 مارس 1933، أدلى العقيد آرثر هازلتون كارتر، رئيس جمعية ولاية نيويورك للمحاسبين القانونيين المعتمدين والشريك الإداري لشركة هاسكينز وسيلز، بشهادته أمام لجنة مجلس الشيوخ الأمريكي بشأن البنوك والعملة. ساعد كارتر في إقناع الكونجرس بأن عمليات التدقيق المستقلة يجب أن تكون إلزامية للشركات العامة.
في عام 1947، أطلق محاسب ديترويت جورج بيلي، رئيس المعهد الأمريكي للمحاسبين القانونيين، منظمته الخاصة. تمتع الكيان الجديد بمثل هذه البداية الإيجابية حيث اندمج الشركاء في أقل من عام مع توش نيفن وايه ار سمارت لتشكيل توش ونيفن وبيلي وسمارت. برئاسة بيلي، نمت المنظمة بسرعة، جزئيًا من خلال إنشاء وظيفة استشارات إدارية مخصصة. كما أقامت روابط أوثق مع المنظمات التي أنشأها المؤسس المشارك لـ تاتش نيفن، جورج توش: منظمة روس الكندية والمنظمة البريطانية جورج أ. توش. في عام 1960، تم تغيير اسم الشركة إلى توش وروس وبيلي وسمارت لتصبح توش روس في عام 1969. في عام 1968، أسس نوبوزو توماتسو شركة توهماتسو أوكي وشركاه، وهي شركة مقرها في اليابان والتي كانت ستصبح جزءًا من شبكة توش روس في عام 1975.  في عام 1972، قاد روبرت تروبلود، رئيس توش روس، اللجنة المسؤولة عن التوصية بإنشاء مجلس معايير المحاسبة المالية.
في عام 197، اندمجت شركة ديلويت (المعروفة آنذاك باسم ديلويت، بلندر، غريفيث وشركاه.) مع هاسكينز وسيلز لتشكيل شركة ديلويت هاسكينز وسيلز. في عام 1989، اندمجت شركة ديلويت هاسكينز وسيلز مع شركة توش روس في الولايات المتحدة لتشكيل شركة ديلويت وتوش. وقد تولى قيادة الشركة المندمجة ج. مايكل كوك وإدوارد أ. كانجاس. بقيادة شراكة المملكة المتحدة، رفض عدد أقل من الشركات الأعضاء في ديلويت هاسكينز وسيلز الاندماج مع توش روس وبعد ذلك بوقت قصير اندمج مع كوبرز وليبراند لتشكيل كوبرز وليبراند ديلويت (لاحقًا للاندماج مع برايس ووتر هاوس لتصبح PwC). كما رفضت بعض الشركات الأعضاء في توش روس الاندماج مع ديلويت هاسكينز وسيلز واندمجت مع شركات أخرى. في المملكة المتحدة، اندمجت توش روس مع سبايسر وأوبنهايم في عام 1990.

### التاريخ الحديث
في وقت عمليات الاندماج التي قادتها الولايات المتَّحدة لتشكيل شركة ديلويت وتوش، كان اسم الشركة الدولية يمثل مشكلة، لأنه لم يكن هناك وصول حصري عالميًا إلى أسماء «ديلويت» أو «توش روس» - الشركات الأعضاء الرئيسية مثل ديلويت في المملكة المتحدة ولم تنضم توش روس في أستراليا إلى الاندماج. لذلك تم اختيار اسم دي آر تي إنترناشونال مشيرًا إلى ديلويت وروس وتوهماتسو. في عام 1993، تم تغيير اسم الشركة الدولية إلى ديلويت توش توهماتسو. 
في عام 1995، قرر شركاء ديلويت وتوش إنشاء مجموعة ديلويت آند توش الاستشارية (المعروفة الآن باسم ديلويت للاستشارات). في عام 2000، استحوذت ديلويت على أكليبس لإضافة تصميم الإنترنت إلى قدراتها الاستشاريَّة. تم فصل أكليبس لاحقًا إلى ديلويت اون لاين وديلويت ديجيتال.
في عام 2002، وافق مكتب آرثر آندرسن في المملكة المتَّحدة، وهو أكبر ممارس للشركة خارج الولايات المتَّحدة، على الاندماج مع ممارسة ديلويت في المملكة المتَّحدة. كما وافقت ممارسات أندرسن في إسبانيا وهولندا والبرتغال وبلجيكا والمكسيك والبرازيل وكندا على الاندماج مع شركة ديلويت. أدى فرع قسم الاستشارات في ديلويت فرنسا إلى إنشاء إينيوم للاستشارات.
في عام 2005، استحوذت شركة ديلويت على شركة بكين عموم الصين سي بي أيه لتصبح أكبر شركة محاسبة في الصين. قبل هذا الاستحواذ، كان لدى ديلويت الصين حوالي 3200 موظف. كان هذا الاستحواذ جزءًا من خطة خمسية لاستثمار 150 مليون دولار في الصين. كان لشركة ديلويت وجود في الصين منذ عام 1917.
في عام 2007، بدأت شركة ديلويت في تعيين موظفين سابقين في وكالة المخابرات المركزية (CIA) لوحدة الاستخبارات التنافسية الخاصة بهم والمعروفة باسم ديلويت إنتليجنس.
في عام 2009، اشترت شركة ديلويت ممارسة الخدمة العامة في أمريكا الشمالية لشركة بيرنغ بوينت (المعروفة سابقًا باسم كيه بي إم جي للاستشارات) مقابل 350 مليون دولار أمريكي بعد أن تقدمت بطلب الحماية من الإفلاس.
استحوذت شركة ديلويت ال ال بي على شركة درايفرس جوناس للاستشارات العقارية في المملكة المتحدة في يناير 2010. واعتبارًا من 2013، عُرفت وحدة الأعمال هذه باسم ديلويت العقارية. في عام 2011، استحوذت ديلويت على دوماني للاستشارات المستدامة وكلير كاربون للاستشارات من أجل توسيع عروض خدمات الاستدامة.
في يناير 2012، أعلنت شركة ديلويت عن استحواذها على أدفرتايزنغ بيرمايند، وهي وكالة إعلانات متنقلة. يمثل هذا الاستحواذ أول دخول لشركة ديلويت في مجال تطبيقات الهاتف المحمول.
في نوفمبر 2012، استحوذت ديلويت على ريكومباننت داتا كوربريشن، وهي شركة متخصصة في تخزين البيانات وبرامج الاستخبارات السريرية، وأطلقت ريكومباننت بواسطة ديلويت. في فبراير 2013 اندمجت ريكومباننت بواسطة ديلويت مع وحدة المعلوماتية الداخلية (ديلويت المعلوماتية الصحية) وأطلقت كونفيرج هيلز بواسطة ديلويت.
في 11 يناير 2013، استحوذت شركة ديلويت على جميع أعمال مونيتور قروب، وهي شركة الاستشارات الإستراتيجيَّة التي أسسها الأستاذ بكلية هارفارد للأعمال مايكل بورتر، بعد أن تقدمت مونيتور بطلب الحماية من الإفلاس.
في عام 2014، قدمت الشركة روبيكس، وهي شركة استشاريَّة لتقنية بلوك جين (سلسلة الكتل) تقدم خدمات استشاريَّة للعملاء في قطاعات الأعمال المختلفة، بما في ذلك الحكومة. في عام 2016، أنشأت الشركة أول مختبر بلوك جين لها في دبلن. تم إطلاق مركز ثانٍ في نيويورك في يناير 2017. في عام 2016، أنشأت شركة ديلويت كندا ماكينة صراف آلي بيتكوين وجهزت مطعمًا في مجمع مكاتبها لقبول عملات البيتكوين كدفعة. عقدت ديلويت CIS شراكة مع ويفز بلاتفورم لتقديم الخدمات المتعلقة بعروض العملات الأولية. أصبحت ديلويت عضوًا في إيثيريوم إنتربرايس إيليانس ومشروع هايبر ليدجر برعاية مؤسسة لينكس في مايو 2017.
في عام 2016، استحوذت شركة ديلويت على وكالة الإعلانات هييت أوف سان فرانسيسكو، التي اشتهرت بعملها مادن إن إف إل من إي أيه سبورتس وموقع السفر هوت واير. كانت هييت هي وكالة التسويق الرقميّ الحادية عشرة التي اشترتها ديلويت ديجيتال منذ تأسيسها في عام 2012. اعتبارًا من عام 2016، كان لدى ديلويت ديجيتال 7000 موظف. بلغت 2.1 مليار دولار في عام 2015، مما يجعلها واحدة من أكبر الوكالات الرقمية في العالم.
في سبتمبر 2016، أعلنت شركة أبل.عن شراكة مع ديلويت تهدف إلى زيادة مبيعات هواتفها والأجهزة المحمولة الأخرى للشركات. كجزء من الشراكة، ستطلق الشركتان خدمة تسمى إنتربرايس نيكست، حيث سيقدم أكثر من 5000 مستشار من شركة ديلويت المشورة للعملاء حول كيفية الاستفادة بشكل أفضل من منتجات وخدمات أبل.
في أكتوبر 2016، أعلنت شركة ديلويت أنها بصدد إنشاء شركة ديلويت شمال غرب أوروبا. ستندمج الشركات الأعضاء البلجيكيَّة والدنماركيَّة والهولنديَّة والفنلنديَّة والأيسلنديَّة والنرويجيَّة والسويديَّة مع الشركات الأعضاء في المملكة المتحدة وسويسرا لإنشاء شركة ديلويت شمال غرب أوروبا. ستستثمر ديلويت، على مدى السنوات الثلاث المقبلة، 200 مليون يورو لتعزيز خدماتها لعملائها في الأسواق العالمية والوطنية والخاصة ولخلق أفضل فرص التطوير. ستدخل الشركة حيز التنفيذ في 1 يونيو 2017 ويقدر أن لديها 28000 شريك وموظف يدرون أكثر من 5 مليارات يورو في الإيرادات السنويَّة. ستشكل شركة ديلويت شمال غرب أوروبا حوالي 20% من إجمالي الإيرادات ضمن شبكتها العالمية.

## الاسم والعلامة التجارية
في عام 1989، اندمجت ديلويت وهاسكينز وسيلز في معظم البلدان مع توش روس، لتشكيل ديلويت وتوش. ومع ذلك، في المملكة المتحدة، اندمجت شركة ديلويت، هاسكينز وسيلز المحلية مع شركة كوبرز وليبراند (التي أعيدت تسميتها لاحقًا إلى PwC).
في حين أن الاسم الكامل لشركة خاصة في المملكة المتحدة هو ديلويت توش توهماتسو المحدودة، في عام 1989، فقد صنفت نفسها في البداية باسم دي تي تي إنترناشونال. في عام 2003، تم تكليف حملة تغيير العلامة التجارية من قبل ويليام جي باريت، الرئيس التنفيذي لشركة دي تي تي آنذاك، وقادها جيري ليمون، قائد العملاء والأسواق العالمية.
وفقًا لموقع الشركة على الويب، تشير ديلويت الآن إلى العلامة التجارية التي تتعاون بموجبها الشركات المستقلة في جميع أنحاء العالم لتقديم خدمات التدقيق والاستشارات المالية وإدارة المخاطر والضرائب لعملاء محددين. في عام 2008، تبنت ديلويت منصة تحديد موقع العلامة التجارية الجديدة «أول وويز ون ستيب آهيد» (AOSA) لدعم رؤية ديلويت الحالية: «أن نكون معيار التميز». تمثل AOSA عرض القيمة الخاص بالمؤسسة العالمية ولا يتم استخدامها أبدًا كشعار. يتوافق الإطلاق الأخير لحملة غرين دوت الإعلانية أيضًا مع إستراتيجية العلامة التجارية لشركة ديلويت وإطار عمل تحديد المواقع.
في يونيو 2016، غيرت شركة ديلويت علامتها التجارية واعتمدت شعارًا جديدًا، مع كتابة ديلويت باللون الأسود بدلاً من اللون الأزرق السابق.
في الهند، ديلويت تعمل تحت أسماء تجارية عدة، بما في ذلك ايه اف فيرغسون وشركاه، ايه اف فيرغسون شركاه، إس بي بيليموريا، سي سي تشوكس وشركاه، بي.سي.هانسوتيا، فريزر أند روس وديلويت هاسكينز ويبيع (الهند).

## الهيكل القانوني
لسنوات عديدة، تم تنظيم المنظمة وشبكة الشركات الأعضاء التابعة لها قانونًا على أنها سويس فيرين (أي ما يعادل جمعية غير مسجلة). اعتبارًا من 31 يوليو 2010، أصبح أعضاء فيرين جزءًا من ديلويت توش توهماتسو المحدودة (DTTL)، وهي شركة خاصة في المملكة المتحدة محدودة بضمان بدون رأس مال. تظل كل شركة عضو في شبكتها العالمية كيانًا قانونيًا منفصلاً ومستقلًا، يخضع للقوانين واللوائح المهنية الخاصة بالدولة أو البلدان المعينة التي تعمل فيها.
يشبه هذا الهيكل شبكات الخدمات المهنية الأخرى التي تسعى للحد من المسؤولية بالنيابة عن أفعال الأعضاء الآخرين. بصفتها كيانات منفصلة وقانونية، لا يمكن للشركات الأعضاء و DTTL إلزام بعضها البعض. يستمر تقديم الخدمات المهنية من قبل الشركات الأعضاء فقط وليس DTTL. مع هذا الهيكل، لا ينبغي أن يكون الأعضاء مسؤولين عن إهمال الأعضاء المستقلين الآخرين. ويسمح لهم هذا الهيكل أيضًا بأن يكونوا أعضاء في منتدى IFAC للشركات.
في عام 2019، تلقى شركاء المملكة المتحدة في الشركة متوسط أجر قدره 882 ألف جنيه إسترليني.

## الخدمات
تقدم الشركات الأعضاء في ديلويت خدمات في الوظائف التالية، مع اختلافات خاصة بكل بلد في تنفيذها القانوني (أي تعمل جميعها ضمن شركة واحدة أو من خلال كيانات قانونية منفصلة تعمل كشركات تابعة لكيان قانوني شامل للبلد).

### تدقيق
يوفر التدقيق خدمات المحاسبة والتدقيق التقليدية للمؤسسة، بالإضافة إلى التدقيق الداخلي، وضمان مراقبة تكنولوجيا المعلومات، وضمان الإعلام والإعلان. في عام 2018، نما التدقيق بنسبة 7.7%.
ادعى المستثمرون في شركة قوانغدونغ كيلون القابضة الكهربائية المحدودة أنه كان هناك فشل في تنبيههم إلى الوضع المالي السيئ للشركة. تدعي شركة ديلويت أنها قامت بعمل جيد في المشروع. دافع الرئيس التنفيذي العالمي لشركة ديلويت عن عمل الشركة بشأن مسألة كيلون. عملت الشركة كمدقق حسابات لمدة ثلاثين شهرًا من عام 2002 إلى عام 2004. وقد تأهلت لرأيها في عام 2004 فيما يتعلق بمبيعات الشركة وعائداتها ومخصصاتها. استقالت الشركة من حساب كيلون بعد الانتهاء من تدقيق عام 2004. قالت شركة ديلويت إنها استقالت من الحساب لأن الإدارة لدى العميل لم تلتزم بأفضل الممارسات في مجال التمويل.

### استشارات
تساعد الاستشارات العملاء من خلال تقديم الخدمات في مجالات العرض مثل الإستراتيجية والتحليلات وعمليات الدمج والاستحواذ والعميل والتسويق وعمليات الأعمال الأساسية ورأس المال البشري وتكنولوجيا المؤسسة والأداء. الاستشارات هي أكبر شركة لشركة ديلويت، حيث حققت أكثر من 40% من إجمالي الإيرادات في عام 2020. في «مرض أمريكي» (2017)، عزت الدكتورة إليزابيث روزنتال إلى ديلويت دورًا رئيسيًا في تقديم المشورة بشأن اعتماد «الفوترة الإستراتيجية» كوسيلة لزيادة الإيرادات من أعمال المستشفيات. وهي تؤرخ هذا التطور من عام 2005، عندما عينت شركة ديلويت تومي تومسون، وزير الصحة والخدمات الإنسانية السابق، كرئيس لممارسة الرعاية الصحية العالمية. في عام 2011، احتلت شركة ديلويت المرتبة الأولى من حيث الإيرادات في جميع مجالات استشارات الرعاية الصحية - علوم الحياة، والدافع، ومقدم الخدمة، والصحة الحكومية.
نفذت الشركة نظام SAP HR في منطقة لوس أنجلوس الموحدة للمدارس (LAUSD) مقابل 95 مليون دولار، وبسبب عيوب في النظام، كان بعض المعلمين يتقاضون رواتب أقل أو يتقاضون رواتب زائدة أو لم يحصلوا على رواتب على الإطلاق. اعتبارًا من 31 ديسمبر 2007، تكبدت LAUSD ما مجموعه 140 مليون دولار من المدفوعات لشركة ديلويت لجعل النظام يعمل بشكل صحيح. في عام 2008، كان هناك بعض الأدلة على أن قضايا الرواتب قد بدأت في الاستقرار مع وجود أخطاء أقل من 1% وفقًا لرئيس العمليات في لوس أنجلوس.
عملت الشركة على نظام إدارة القضايا على مستوى الولاية للمجلس القضائي بكاليفورنيا والذي كانت تبلغ ميزانيته في الأصل حوالي 260 مليون دولار. تم إنفاق ما يقرب من 500 مليون دولار، وكان من المتوقع في وقت ما أن تصل التكاليف إلى ملياري دولار. لم يتم تشغيل أي محكمة بشكل كامل. أنهى المجلس القضائي لولاية كاليفورنيا المشروع في عام 2012 مشيرًا إلى تكاليف النشر الفعلية المرتبطة بالمشروع ومخاوف ميزانية كاليفورنيا.

### استشارة مالية
تقدم الاستشارات المالية خدمات تمويل الشركات للعملاء، بما في ذلك المنازعات، والإفلاس الشخصي والتجاري، والطب الشرعي، والاكتشاف الإلكتروني، ومراجعة المستندات، والاستشارات، وعمليات الدمج والاستحواذ، واستشارات المشاريع الرأسمالية وخدمات التقييم. في عام 2018، نمت الاستشارات المالية بنسبة 8%.

### استشارات المخاطر
تقدم استشارات المخاطر عروضًا في إدارة مخاطر المؤسسة، وأمن المعلومات والخصوصية، وجودة البيانات ونزاهتها، والمخاطر الاستراتيجية ومخاطر السمعة، والمخاطر التنظيمية، ومخاطر المشروع والمخاطر الإلكترونية، وإدارة استمرارية الأعمال والاستدامة. في عام 2018، نمت استشارات المخاطر بنسبة 12%.

### الضرائب والقانونية
تساعد الضرائب والقانونية العملاء على زيادة صافي قيمة أصولهم، والاضطلاع بتسعير التحويل وأنشطة الضرائب الدولية للشركات متعددة الجنسيات، وتقليل التزاماتهم الضريبية، وتنفيذ أنظمة الكمبيوتر الضريبية، وتقديم المشورة بشأن الآثار الضريبية لقرارات العمل المختلفة. في عام 2018، نمت الضرائب والقانونية بنسبة 8.7%.
في نوفمبر 2013، اتهمت منظمة أكشن إيد الخيرية للتنمية الدولية شركة ديلويت بتقديم المشورة للشركات الكبرى حول كيفية استخدام موريشيوس لتجنب مئات الملايين من الدولارات من الضرائب في بعض أفقر البلدان في أفريقيا. ردت شركة ديلويت بالقول إنه في حالة عدم وجود معاهدات الازدواج الضريبي، فإنها تنصح عملاءها بالاستفادة من الترتيبات التي قد تؤدي إلى دفع ضرائب أقل إلى البلدان المعنية. وقالت ديلويت أيضًا إنه كان من الخطأ القول بأنه تجنب دفع الضرائب لاستخدام أحكام معاهدات الازدواج الضريبي وأنه بدون مثل هذه المعاهدات قد يتم تقليل الاستثمار.

### غوفلاب
غوفلاب هي مؤسسة فكرية داخلية لممارسة الاستشارات الحكومية الفيدرالية لشركة شركة ديلويت للاستشارات إل إل بي، تركز على الابتكار والإصلاح الحكومي. تم إنشاء غوفلاب في عام 2010، ويقع مقره في جامعة نيويورك في نيويورك، نيويورك  ويتولى عادةً 8 أو 9 موضوعات بحثية سنويًا، مع التركيز على كيفية تأثير الاتجاهات والتقنيات ونماذج الأعمال المستقبلية على الحكومة.

## مكاتب
تعمل شركة ديلويت في جميع أنحاء العالم في أكثر من 100 موقع بما في ذلك هونغ كونغ والصين وباكستان والهند.

### العمليات في الهند
في أواخر التسعينيات، بدأت ديلويت عملياتها في الهند، في نفس الوقت مع شركة تدقيق كبيرة أخرى كيه بي إم جي. في الهند، لا تسمح لوائح ICAI للشركات الأجنبية بإجراء عمليات تدقيق في الهند. ومن ثم تجري شركة ديلويت عمليات تدقيق في الهند تحت اسم سي سي تشوكشي وشركاه، وهي شركة تدقيق حالية رتبت اتفاقية معها في عام 1998. في عام 1992، بعد أن أُجبرت الهند على التحرير الاقتصادي بموجب أحد شروط البنك الدولي مع كفالة إنقاذ مالية برعاية صندوق النقد الدولي، مُنحت شركة ديلويت ترخيصًا للعمل في الهند. في عام 2004، انضم إيه إف فيرغسون وشركاه، التي تعمل في الهند منذ 110 سنوات، إلى ديلويت، بعد سي سي تشوكشي وشركاه وفريزر وروس وبي سي هانسوتيا وشركاه وإس بي بيليموريا وشركاه. كما ورد في عام 2015، تمتلك ديلويت أعلى حصة سوقية في التدقيق من بين أفضل 500 شركة هندية. فيما يتعلق بممارسات التدقيق الخاصة بشركة ديلويت، لديها عملاء أكثر وعائدات أعلى من الشركات الأربعة الكبرى الأخرى مجتمعة. توظف أكثر من 30000 في الهند وستوظف حوالي 7000 في السنوات الأربع القادمة.
في الهند، تمتلك شركة ديلويت كيانين: ديلويت الهند وديلويت الولايات المتحدة والهند (USI)، وهي منطقة داخل مؤسسة ديلويت الولايات المتحدة، ولها مكاتب في أربع مدن في الهند (حيدر أباد ومومباي ونيودلهي وبنغالور). تقدم شركة ديلويت الهند خدماتها للعملاء داخل الهند، بينما تعد ديلويت USI كيانًا تابعًا لشركة ديلويت الولايات المتحدة التي تقع جغرافيًا في الهند وتقدم خدماتها لعملاء الشركة الأعضاء في الولايات المتحدة.

## الجوائز والتقدير
في عام 2019، صنفت مجلة فورشن شركة ديلويت كواحدة من أفضل 100 شركة للعمل بها، وقد اختارت بلومبرج بيزنس باستمرار شركة ديلويت كأفضل مكان لبدء حياة مهنية.
تم الاعتراف بشركة ديلويت، إلى جانب كيه بي إم جي وبرايس ووتر هاوس كوبرز وبي إيه كوسولتينغ قروب من بين أفضل الشركات في المملكة المتَّحدة للعمل في عام 2017.
تم اختيار ديلويت كأفضل شركة محاسبة للعام العاشر على التوالي من قبل إنسايد بابليك أكاونت في أغسطس 2018. تم الاعتراف بخدمات ديلويت الضريبية عالميًا من قبل ITR، حيث فازت الشركة بشكل ملحوظ بثلاث جوائز متتالية لأفضل تسعير التحويل في الأمريكتين.
في عام 2017، تم تصنيف ديلويت كواحدة من أفضل عشرة أماكن للعمل من أجل إجازة الأبوة من قبل أبوي، وهو مورد على الإنترنت لأخبار الأبوة والأمومة.
في عام 2018، صرحت شركة الأبحاث غارتنر أن شركة ديلويت احتلت باستمرار المرتبة الأولى عالميًا في خدمات الاستشارات الأمنية، استنادًا إلى الإيرادات، على مدار السنوات الخمس إلى الست الماضية. في عامي 2019 و 2020، ذكرت جارتنر أن ديلويت كانت المزود الأول للخدمات الاستشارية في جميع أنحاء العالم من حيث الإيرادات.

## التقاضي والإجراءات التنظيمية

### بأديلفيا للاتصالات
أعلنت هيئة الأوراق المالية والبورصات الأمريكية في 26 أبريل 2005 أن شركة ديلويت وافقت على دفع 50 مليون دولار لتسوية الرسوم المتعلقة بالبيانات المالية لعام 2000 الخاصة بأديلفيا. تم الإبلاغ لاحقًا عن ارتفاع قيمة التسوية إلى 210 مليون دولار أو 167.5 مليون دولار.

### نقابة المحامين الكندية
في سبتمبر 2003، أبلغت شركة ديلويت نقابة المحامين الكندية (CBA) أن مطالبات التأمين ضد حوادث السيارات للإصابة الجسدية آخذة في الانخفاض منذ عام 1999 بعد تعديلها لمراعاة التضخم. يتناقض هذا مع حجة الحكومة والصناعة بأن الأضرار العامة لإصابة الأنسجة الرخوة يجب أن تبلغ 4000 دولار. في غضون ساعات من إطلاق سراحه، كان أحد أعضاء ديلويت يتواصل مع مكتب التأمين الكندي دون علم النقابة (عميلهم) ويقدم معلومات سرية. وجد معهد المحاسبين القانونيين في ألبرتا شركة ديلويت مذنبة بارتكاب سلوك غير مهني وفرضت غرامة قدرها 40.000 دولار على الشركة.

### ليفينت
في الدعاوى الناشئة عن إفلاس شركة الترفيه السابقة ليفينت، في أبريل 2014، حصل المستلم الخاص بها على حكم ضد شركة ديلويت بمبلغ 84,750,000 دولار في محكمة العدل العليا في أونتاريو، فيما يتعلق بفشل شركة ديلويت في ممارسة واجب العناية فيما يتعلق بمراجعة حسابات بيانات ليفينت المالية خلال الفترة 1993-1998. أيدت محكمة الاستئناف في أونتاريو الحكم في يناير 2016، ولكن في ديسمبر 2017، سمحت المحكمة العليا لكندا في قضية ديلويت آند توش ضد ليفينت (مُتلقي) باستئناف جزئي، معلنا أن المسؤولية كانت موجودة فقط فيما يتعلق بإهمال ديلويت في إجراء تدقيق للسنة المالية 1997 لـ ليفينت، وبالتالي خفض مبلغ التعويضات الممنوحة إلى 40,425,000 دولار.

### ستاندرد تشارترد
في أغسطس 2012، أنكرت شركة خدمات ديلويت للاستشارات المالية (DFAS) علنًا أنها، بصفتها المدققين الداخليين الرسميين لشركة ستاندرد تشارترد، ساعدت البنك على التستر على عمليات غسيل الأموال المتعلقة بإيران والتي كانت تحقق للبنك أرباحًا كبيرة من خلال «إغفال المعلومات الهامة عن قصد». دفعت الشركة إلى ولاية نيويورك تسوية بقيمة 10 ملايين دولار، وكان مطلوبًا منها عدم القيام بأعمال جديدة لمدة عام واحد من بنوك نيويورك المعينة، وكان مطلوبًا لتنفيذ الإصلاحات من أجل منع حدوث مشاكل مماثلة في المستقبل. صرح منظم الولاية أنه لا يوجد دليل على مساعدة الشركة عن قصد ستاندرد تشارترد لغسيل الأموال.

### سيركو جيوغرافيكس المحدودة
في 4 يوليو 2019، فرض مجلس التقارير المالية (FRC) غرامة على شركة ديلويت لفشلها في تدقيق حسابات شركة تابعة لمجموعة مجموعة سيركو، سيركو جيوجرافيكس، في عامي 2011 و 2012. فرضت هيئة الرقابة في المملكة المتحدة غرامة على شركة ديلويت بمبلغ 4.2 مليون جنيه إسترليني وإسترليني إضافي 300000 من تكاليف التحقيق.
كما تم تغريم شريك ديلويت في مراجعة الحسابات، هيلين جورج، مبلغ 97500 جنيه إسترليني. وصرح المجلس أنه تم معاقبة الطرفين لفشلهما في التصرف وفقًا للمبدأ الأساسي للكفاءة المهنية والعناية الواجبة.

## الخلافات

### صناعة التبغ الأسترالية
في عام 2011، تم تكليف شركة ديلويت من قبل صناعة التبغ بتجميع تقرير عن التبغ غير المشروع. وصف مسؤولو دائرة الجمارك وحماية الحدود الأسترالية التقرير بأنه «يحتمل أن يكون مضللاً»، وأثاروا مخاوف بشأن «موثوقية ودقة» البيانات. عندما صدر تقرير ثان من شركة ديلويت يركز على السجائر المقلدة، وصف وزير الداخلية بريندان أوكونور التقرير الثاني بأنه «لا أساس له من الصحة ومضلِّل» و«مزيف». انتقد مسؤولو الصحة العامة قرار ديلويت بإجراء البحث، لأنه أضاف مصداقية لجهود صناعة التبغ لتقويض تشريع تغليف السجائر العادي للحكومة الأسترالية.

### موقع لقاح كوفيد -19 وانتهاك براءات الاختراع
حصلت شركة ديلويت على عقد بقيمة 44 مليون دولار بدون عطاءات من قبل مركز السيطرة على الأمراض في الولايات المتحدة لبناء موقع على شبكة الإنترنت لإدارة الجدولة، والمخزون، والإبلاغ عن لقاح كوفيد -19. ومع ذلك، فإن أداء الموقع كان سيئًا، مما دفع عددًا قليلاً جدًا من الدول إلى اعتماده لإدارة التطعيمات.
في أغسطس من عام 2020، أصدر محامي براءات الاختراع لـ تيفاني تيت، المدير التنفيذي للشراكة متعددة الدول للوقاية (MSPP)، خطاب وقف وكف يتهم شركة ديلويت ومراكز السيطرة على الأمراض والوقاية منها (CDC) بسرقة ملكية تيت الفكرية. لتتبع التطعيم الشامل لاستخدامه في تتبع التطعيمات لـ كوفيد-19. عرض تيت في وقت سابق برنامجًا لمركز السيطرة على الأمراض من شأنه أن يساعد في أتمتة الجوانب الرئيسية لتقديم اللقاحات الجماعية. كانت شركة ديلويت حاضرة خلال هذا العرض التقديمي وتم تحديدها من قبل CDC كمستشار. في النهاية تلقت ديلويت المواصفات الفنية للبرنامج. في الوقت الذي عرض فيه تيت البرنامج، أشار مركز السيطرة على الأمراض إلى أنه «لم يكن لديه سير عمل للتعامل مع توزيع اللقاح». بعد أقل من أسبوع، أعلن مركز السيطرة على الأمراض عن نيته بناء برنامج تتبع. في ظل إدارة ترامب، منحت مراكز السيطرة على الأمراض والوقاية منها عقدًا بدون مناقصة لشركة ديلويت لبناء نظام إدارة لقاح، على الرغم من أن MSPP قد عرض مثل هذا النظام بسعر أقل. في وقت لاحق منحت CDC عقدًا ثانيًا لشركة ديلويت، حيث بلغ إجمالي العقدين 43.9 مليون دولار أمريكي. قال محامي تيت إن نظام ديلويت «له نفس البنية، ويعكس الوظيفة، ويكرر نفس الميزات» مثل نظام MSPP. وعلق المحامي أيضًا على أن ديلويت حاولت توظيف السيدة تيت للعمل في المشروع.

### اختراق البريد الإلكتروني
في سبتمبر 2017، ذكرت صحيفة الجارديان أن شركة ديلويت تعرضت لهجوم إلكتروني انتهك سرية عملائها و 244000 موظف، مما سمح للمهاجمين بالوصول إلى «أسماء المستخدمين وكلمات المرور وعناوين IP والمخططات المعمارية للشركات والمعلومات الصحية». وبحسب ما ورد، قامت شركة ديلويت بتخزين البيانات المتأثرة في خدمة استضافة ميكروسوفت أجور السحابية من مايكروسوفت، دون التحقق من خطوتين (الاستيثاق بعوامل عدة). يُعتقد أن المهاجمين قد تمكنوا من الوصول منذ أكتوبر 2016. ذكر بريان كريبس أن الخرق أثر على جميع حسابات البريد الإلكتروني والمستخدمين الإداريين لشركة ديلويت. كرر تقرير لاحق لصحيفة وول ستريت جورنال تصريح ديلويت بأن عددًا قليلاً من العملاء تأثروا. قالت ديلويت أنه لا خدماتها ولا أعمال عملائها معطلة. وبحسب ما ورد لاحظت شركة ديلويت نشاطًا مشبوهًا لأول مرة في أبريل 2017. وقالت ديلويت إنه لم يتم اختراق أي معلومات حساسة وأن المحققين تمكنوا في النهاية من قراءة كل بريد إلكتروني حصل عليه المتسللون.
في أكتوبر 2017، ذكرت صحيفة الغارديان أن حسابات العملاء التي تم اختراقها في الخرق شملت، على سبيل المثال لا الحصر، وزارة الدفاع الأمريكية ووزارة الأمن الداخلي الأمريكية ووزارة الخارجية الأمريكية ووزارة الطاقة الأمريكية وشركات الرهن العقاري فاني ماي وفريدي ماك ومعاهد الصحة الوطنية الأمريكية (NIH) والخدمة البريدية للولايات المتحدة. أصدرت فاني ماي وفريدي ماك تصريحات قالتا إنهما لم تتأثرتا بالهجوم ونفيا تعرض أي من بياناتهما للخطر.
قالت شركة ديلويت إنها اتصلت على الفور بالسلطات القانونية وستة عملاء. قامت شركة ديلويت أيضًا بزيادة الإجراءات الأمنية بناءً على نصيحة الخبراء الداخليين والخارجيين. اعتبارًا من أكتوبر 2017، كان مكتب المدعي العام في نيويورك يحقق في الاختراق.

### كاريليون
عملت ديلويت كمدقق داخلي في شركة البناء والخدمات العملاقة كاريليون قبل أن يتم تصفيتها في يناير 2018. نُشر التقرير النهائي «المروع» و«الملعون» (الجارديان)  للتحقيق البرلماني في انهيار شركة كاريليون في 16 مايو 2018، وانتقد شركة ديلويت لمشاركتها في ممارسات إعداد التقارير المالية للشركة:
«كانت شركة ديلويت مسؤولة عن تقديم المشورة لمجلس إدارة كاريليون بشأن إدارة المخاطر والضوابط المالية، والإخفاقات في الأعمال التي أثبتت أنها نهائية. ولم تكن ديلويت قادرة على تحديد المخاطر المرتبطة بممارسات أعمالها بشكل فعال لمجلس الإدارة، أو لم تكن راغبة في القيام بذلك، أو تم تجاهلها بسهولة شديدة لهم.»
دعا رؤساء اللجان المختارة (فرانك فيلد وراشيل ريفز) إلى إصلاح شامل لنظام حوكمة الشركات في بريطانيا، متهمين شركات المحاسبة الأربع الكبرى بالعمل كـ «نادي مريح». قالت ديلويت إنها «محبطة» من استنتاجات اللجان فيما يتعلق بدورها كمدققين داخليين، لكنها ستأخذ على متنها أي دروس يمكن تعلمها من انهيار كاريليون.

### أوتونومي
بعد بيع أوتونومي عام 2011 لشركة هيوليت باكارد، اتُهمت شركة البرمجيات البريطانية بارتكاب أخطاء محاسبية ساهمت في تخفيض 8.8 مليار دولار من قيمة أوتونومي. في مايو 2018، أطلق مجلس التقارير المالية ومقره المملكة المتحدة إجراءً تأديبيًا ضد ديلويت، مدقق حسابات أوتونومي في وقت البيع. تم اتهام شركة ديلويت بارتنر التي قادت عملية التدقيق بالفشل في تصحيح المعلومات الخاطئة والمضللة المقدمة إلى FRRP، أو عدم التصرف بموضوعية أثناء عملية المراجعة. جاء الإجراء الذي اتخذه مجلس العلاقات الخارجية في أعقاب الإجراءات القانونية في الولايات المتحدة التي وجدت المدير التنفيذي السابق للحكم الذاتي سوشوفان حسين مذنباً بالاحتيال في وقت سابق من ذلك الشهر.

### بوابات البطالة الحكومية
شاركت شركة ديلويت للاستشارات بشكل كبير في إنشاء بوابات إلكترونية للتأمين ضد البطالة عبر ولايات مختلفة، بما في ذلك أوهايو وكولورادو وإلينوي. في مايو 2020، بعد موجة من التطبيقات الناتجة عن جائحة كوفيد-19، تم الكشف عن وجود نقاط ضعف أمنية كبيرة في بوابات الويب لهذه الدول. تم الكشف عن المعلومات الشخصية للمتقدمين العاطلين عن العمل، بما في ذلك العناوين وأرقام الضمان الاجتماعي، وعرضها على الجمهور. بعد الإعلان، تم رفع دعاوى جماعية ضد الشركة.
ويأتي الجدل في أعقاب فشل مماثل في بوابة البطالة في فلوريدا. تم وصف موقع كونيكت، الذي صممه ديلويت، بأنه «فشل ذريع» لأنه تم إنشاؤه بميزانية زائدة، وتم تسليمه متأخرًا، ولم ينجح. مرة أخرى، كان الأفراد الذين تم تسريحهم خلال جائحة كوفيد معرضين للخطر بشكل خاص لأنهم كانوا عاطلين عن العمل وغير قادرين على تلقي مساعدات البطالة. في مايو 2020، أمر حاكم فلوريدا رون دي سانتيس بإجراء تحقيق.

## الرعايات
تعمل شركة ديلويت ال ال بي بصفتها الراعي الرسمي للخدمات المهنية للجنة الأولمبية الأمريكية منذ عام 2009. كانت شركة ديلويت العضو في المملكة المتحدة الراعي لدورة الألعاب الأولمبية الصيفية 2012  ودار الأوبرا الملكية. كانت الشركة العضو الكندية أيضًا المورد الرسمي للخدمات المهنية لدورة الألعاب الأولمبية الشتوية في فانكوفر 2010  والألعاب الأولمبية الشتوية للمعاقين 2010. في آسيا، كانت شركة ديلويت العضو في سنغافورة الراعي لدورة الألعاب الأولمبية الصيفية للشباب 2010. تعد شركة ديلويت الأسترالية العضو في شركة ديلويت شريكًا مؤسسًا في انفيكتاس ألعاب سيدني 2018، والمدير الرئيسي لممارسة استشارات الشركات هو الرئيس التنفيذي للكيان غير الربحي الذي يقدم الألعاب.
علاوة على ذلك، ترعى شركة ديلويت العديد من الفرق والجمعيات الرياضية الجامعية، مثل نادي هوكي جامعة إدنبرة. كما دخلت في شراكة لمدة 3 سنوات مع جمعية اتحاد كامبريدج في نوفمبر 2013.

## تاريخ الشركة

### تاريخ النشأة
- أسس وليام وولش ديلويت مكتب في لندن عام 1845, وكان ديلويت أول شخص يتم تعيينه مدقق حسابات مستقل لشركة عامة.
- في عام 1880 افتتح مكتب في نيويورك.
- في 1895 شكل تشارلز ولدو هسكنس وأويجا وات سالز «هاسكينز وسيلز» في نيويورك.

- في عام 1898 أنشأ جورج توش مكتبا في لندن ومن ثم في عام 1900 انضم جون بلنتين نيفن في تأسيس شركة «توش نيفن» في نيويورك.